# ProA 2010/11
Die Saison 2010/11 ist die vierte Spielzeit der deutschen Basketball-Spielklasse ProA. Die ProA ist die erste Staffel der hierarchisch strukturierten 2. Basketball-Bundesliga. Die Hauptrunde begann am 25. September 2010 und endete am 23. April 2011.

## Modus
An der Liga nahmen 16 Mannschaften teil. Die beiden bestplatzierten Teams erwarben das sportliche Teilnahmerecht an der Basketball-Bundesliga (BBL). Die beiden schlechtesten Teams stiegen in die untere Staffel Pro B der zweiten Liga ab.

### Anforderungen
Die Mindestanforderungen wurden aufgrund der Erfahrungen der Vorsaison gesenkt, die teilnehmenden Teams mussten einen Mindestetat von 350.000 Euro nachweisen und eine Spielstätte mit einer Kapazität für 1.500 Zuschauern vorweisen.
Während des Spieles mussten pro Mannschaft immer zwei deutsche Spieler auf dem Spielfeld stehen, die deutschen Spieler waren mit einer deutschen Flagge auf den Trikots markiert.
Es konnten maximal 18 Spieler je Saison und Team eingesetzt werden. Davon mussten mindestens neun die deutsche Staatsangehörigkeit besitzen. Von den maximal zwölf je Spiel einsetzbaren Spielern mussten mindestens sechs Deutsche sein. Es gab Doppellizenzen für Spieler der Altersklasse U24 mit der Basketball-Bundesliga (BBL) und für U22-Spieler aus den Regionalligen (und darunter). Diese Spieler zählen nicht zu den 18 maximal einsetzbaren Spielern, wohl aber zur nationalen Quote (sofern sie deutsch sind).

## Saisonnotizen
- Nach einer Mitgliederbefragung im Gesamtverein erhöhte Zweitligist Bayern München deutlich seinen Etat und verpflichtete Bundestrainer Dirk Bauermann als Trainer.[3] Als Spieler wurden der aktuelle deutsche Nationalspieler Steffen Hamann sowie die ehemaligen Nationalspieler und EM-Silbermedaillengewinner Demond Greene und Robert Garrett verpflichtet. Zudem holte man die ehemaligen deutschen Meister Aleksandar Nađfeji und Jonathan Wallace sowie weitere ehemalige Erstligaspieler in den komplett umgebauten Kader, wo Ex-Nationalspieler Robert Maras einer der wenigen Spieler war, der schon in der Vorsaison bei den Bayern spielte.
- Absteiger aus der Basketball-Bundesliga 2009/10 waren die webmoebel Baskets Paderborn. Der zweite sportliche Absteiger Giants Düsseldorf erhielt per Wildcard die Erstliga-Lizenz des Vorjahreszweiten Cuxhaven BasCats, die wegen fehlender Aussicht auf Erfolg keine Erstliga-Lizenzantrag gestellt hatten.
- Die Aufsteiger aus der ProB waren: Dragons Rhöndorf sowie die Würzburg Baskets nach Verzicht der Hertener Löwen
- Die Partie zwischen dem Tabellenersten Bayern München und dem Tabellenzweiten Würzburg Baskets am 20. Februar 2011 wollten 12.200 Zuschauer in der ausverkauften Olympiahalle München sehen. Dies ist absoluter Zuschauerrekord in der Geschichte der 2. Basketball-Bundesliga. Als weiteres Novum wurde das Spiel live im Fernsehprogramm des Bayerischen Rundfunks übertragen.[4]
- Wegen schwerer Verstöße gegen das Lizenzierungsverfahren wurden den GiroLive-Ballers Osnabrück nach dem 27. und viertletzten Spieltag mit sofortiger Wirkung die Lizenz entzogen.[5] Die Spiele der Osnabrücker wurden aus der Wertung genommen. Dem USC Freiburg wird nach dem Ende der Spielzeit die Lizenz rückwirkend entzogen und die Freiburger ans Ende der Tabelle gesetzt.[6]
- Bayern München gewann überlegen die Meisterschaft und verlor nur zwei Spiele: am sechsten Spieltag beim Mitaufsteiger Würzburg und am für die Münchner bedeutungslosen vorletzten Spieltag beim Erstliga-Absteiger aus Paderborn.
- Würzburg Basket machte als Neuling den Durchmarsch von der ProB 2009/10 in die erste Basketball-Bundesliga 2011/12.
- Am 21. Spieltag beim 73:66-Auswärtssieg bei der BG Karlsruhe erzielte Chris Alexander von den ETB Wohnbau Baskets Essen am 19. Februar 2011 das erste und einzige Triple-Double der Spielzeit mit 13 Punkten, 11 Assists und 10 Rebounds.[7] Bei den Double-Doubles führte Deilvez Yearby von den Cuxhaven BasCats die Statistik mit 15 in 29 Spielen (inklusive ein Spiel gegen die GiroLive-Ballers) an. Sanijay Wattes von den Dragons Rhöndorf hatte ebenfalls 15 in 30 Spielen (inklusive beider Vergleiche gegen die GiroLive-Ballers).

## Tabelle
|  | = Aufstiegsplätze |
|  | = Abstiegsplätze  |

| \| # \| Team \| Siege \| Niederlagen \| Punkte \| Körbe \| \| -- \| --------------------------- \| ----- \| ----------- \| ------ \| --------- \| \| 1 \| FC Bayern München \| 26 \| 2 \| 52 \| 2347:1836 \| \| 2 \| Würzburg Baskets (N) \| 21 \| 7 \| 42 \| 2154:1915 \| \| 3 \| BV Chemnitz 99 \| 19 \| 9 \| 38 \| 2143:2007 \| \| 4 \| Kirchheim Knights \| 16 \| 12 \| 32 \| 2362:2325 \| \| 5 \| Saar-Pfalz Braves \| 16 \| 12 \| 32 \| 2137:2063 \| \| 6 \| Crailsheim Merlins \| 15 \| 13 \| 30 \| 2243:2214 \| \| 7 \| webmoebel Baskets (A) \| 14 \| 14 \| 28 \| 2369:2354 \| \| 8 \| USC Heidelberg \| 13 \| 15 \| 26 \| 2242:2306 \| \| 9 \| ETB Wohnbau Baskets \| 12 \| 16 \| 24 \| 2108:2182 \| \| 10 \| BG Karlsruhe \| 12 \| 16 \| 24 \| 2097:2168 \| \| 11 \| Cuxhaven BasCats \| 11 \| 17 \| 22 \| 2124:2271 \| \| 12 \| UBC Hannover Tigers \| 11 \| 17 \| 22 \| 2302:2449 \| \| 13 \| Science City Jena \| 8 \| 20 \| 16 \| 2080:2250 \| \| 14 \| Dragons Rhöndorf (N) \| 7 \| 21 \| 14 \| 2150:2321 \| \| 15 \| USC Freiburg1 \| 9 \| 19 \| 18 \| 2179:2376 \| \| 16 \| GiroLive-Ballers Osnabrück1 \| 16 \| 11 \| 32 \| 2315:2258 \| |                             |       |             |        |           |
| # | Team                        | Siege | Niederlagen | Punkte | Körbe     |
| 1 | FC Bayern München           | 26    | 2           | 52     | 2347:1836 |
| 2 | Würzburg Baskets (N)        | 21    | 7           | 42     | 2154:1915 |
| 3 | BV Chemnitz 99              | 19    | 9           | 38     | 2143:2007 |
| 4 | Kirchheim Knights           | 16    | 12          | 32     | 2362:2325 |
| 5 | Saar-Pfalz Braves           | 16    | 12          | 32     | 2137:2063 |
| 6 | Crailsheim Merlins          | 15    | 13          | 30     | 2243:2214 |
| 7 | webmoebel Baskets (A)       | 14    | 14          | 28     | 2369:2354 |
| 8 | USC Heidelberg              | 13    | 15          | 26     | 2242:2306 |
| 9 | ETB Wohnbau Baskets         | 12    | 16          | 24     | 2108:2182 |
| 10 | BG Karlsruhe                | 12    | 16          | 24     | 2097:2168 |
| 11 | Cuxhaven BasCats            | 11    | 17          | 22     | 2124:2271 |
| 12 | UBC Hannover Tigers         | 11    | 17          | 22     | 2302:2449 |
| 13 | Science City Jena           | 8     | 20          | 16     | 2080:2250 |
| 14 | Dragons Rhöndorf (N)        | 7     | 21          | 14     | 2150:2321 |
| 15 | USC Freiburg1               | 9     | 19          | 18     | 2179:2376 |
| 16 | GiroLive-Ballers Osnabrück1 | 16    | 11          | 32     | 2315:2258 |

(A) = Absteiger aus der Basketball-Bundesliga /
(N) = Neuling und Aufsteiger aus der Pro B

1 Osnabrück wurde nach dem 27. Spieltag die Lizenz entzogen und alle Spiele aus der Wertung genommen, Freiburg wurde die Lizenz nach Saisonende rückwirkend entzogen.

## Durchschnittliche Zuschauerzahlen
| Stadt          | Besucher | Kapazität | Auslastung | Vorjahr | Entwicklung |
| -------------- | -------- | --------- | ---------- | ------- | ----------- |
| Chemnitz       | 1.709    | 2.600     | 65,7 %     | 1.284   | 33,1 %      |
| Crailsheim     | 1.339    | 1.800     | 74,4 %     | 1.174   | 14,0 %      |
| Cuxhaven       | 1.050    | 1.513     | 69,4 %     | 1.137   | −7,6 %      |
| Essen          | 910      | 3.000     | 30,3 %     | 1.410   | −35,5 %     |
| Freiburg       | 557      | 2.000     | 27,9 %     | 563     | −1,1 %      |
| Hannover       | 1.515    | 4.540     | 33,4 %     | 1.616   | −6,2 %      |
| Heidelberg     | 755      | 1.800     | 41,9 %     | 763     | −1,1 %      |
| Homburg (Saar) | 909      | 3.000     | 30,3 %     | 980     | −7,3 %      |
| Jena           | 1.016    | 1.500     | 67,7 %     | 1.007   | 0,9 %       |
| Karlsruhe      | 1.703    | 4.800     | 35,5 %     | 1.703   | 0,0 %       |
| Kirchheim      | 880      | 1.800     | 48,9 %     | 1.083   | −18,7 %     |
| München        | 3.810    | 4.5002    | 84,7 %     | 903     | +321,9 %    |
| Osnabrück      | 1.441    | 1.800     | 80,1 %     | 1.170   | +23,1 %     |
| Paderborn      | 1.170    | 2.500     | 46,8 %     | 1.715   | BBL         |
| Rhöndorf       | 1.070    | 1.500     | 71,3 %     | 797     | ProB        |
| Würzburg       | 2.987    | 3.140     | 95,1 %     | 2.504   | ProB        |
| Gesamt         | 1.426    | 2.612     | 54,6 %     | 1.170   | 21,9 %      |

2 Bayern München trug seine Heimspiele im 4.000 Zuschauer fassenden Olympia-Eissportzentrum aus; für eine Partie gegen Würzburg wich man in die Olympiahalle mit über 12.000 Plätzen aus. Dieses Spiel war nicht nur das bestbesuchte Spiel dieser Saison, sondern mit 12.200 Zuschauern jemals in der Geschichte der 2. Basketball-Bundesliga.

## Führende der Mannschaftsstatistiken
Defensiv beste Mannschaft: Bayern München (1836 Punkte, ⌀ 65,6 pro Spiel)

Defensiv schlechteste Mannschaft: UBC Hannover Tigers (2449 Punkte, ⌀ 87,5 pro Spiel)
Offensiv beste Mannschaft: webmoebel Baskets (2369 Punkte, ⌀ 84,6 pro Spiel)3

Offensiv schlechteste Mannschaft: Science City Jena (2080 Punkte, ⌀ 74,3 pro Spiel)
3 Die GiroLive-Ballers Osnabrück kamen in 27 Spielen auf durchschnittlich 85,7 Punkte pro Spiel.

## Führende der Spielerstatistiken
| Kategorie    | Spieler                                      | Team                                                                 | Einzelspiel | Gesamt      | ⌀*                |
| ------------ | -------------------------------------------- | -------------------------------------------------------------------- | ----------- | ----------- | ----------------- |
| Punkte       | Jevohn Shepherd Kejuan Johnson               | GL-B Osnabrück webmoebel Paderborn                                   | 40 31       | 404 609     | 20,2 21,1         |
| Rebounds     | Björn Schoo Marcus Smallwood                 | USC Heidelberg Cuxhaven BasCats / Kirchheim Knights                  | 204 20      | 250 314     | 8,3 10,8          |
| Assists      | Lee Jeka Achmadschah Zazai Aaron Cook        | Würzburg Baskets BV Chemnitz 99 Cuxhaven BasCats                     | 15 13 14    | 134 180 99  | 4,5 6,0 6,6       |
| Steals       | Paul Gause Kejuan Johnson                    | USC Freiburg webmoebel Paderborn                                     | 8 6         | 78 86       | 2,8 3,0           |
| Blocks       | Jonas Wohlfarth-Bottermann                   | Dragons Rhöndorf                                                     | 8           | 61          | 2,1               |
| Effektivität | Marcus Smallwood Kejuan Johnson Morgan Lewis | Cuxhaven BasCats / Kirchheim Knights webmoebel Paderborn ETB Wohnbau | 50 34 33    | 572 645 357 | 19,72 22,24 22,31 |

* In der Spalte Durchschnitt wurden nur Bestwerte von Spielern berücksichtigt, die mehr als die Hälfte der Saisonspiele absolviert hatten.

4 Schoo erreichte am 18. Spieltag 20 Rebounds in gut 30 Minuten Spielzeit, Smallwood benötigte gut 38 Minuten Spielzeit am 27. Spieltag für 20 Rebounds.

## Ehrungen 2010/11

### Spieler des Monats
- Oktober: Jevohn Shepherd (SF, , GiroLive-Ballers Osnabrück)
- November: Morgan Lewis (SF, , ETB Wohnbau Baskets)
- Dezember: Lee Jeka (PG, /, Würzburg Baskets)
- Januar: Björn Schoo (C, , USC Heidelberg)
- Februar: Deilvez Yearby (SF, , Cuxhaven BasCats)
- März: Chris Alexander (PG, , ETB Wohnbau Baskets)

### Youngster des Monats
- Oktober:  Femi Oladipo (PF, , Crailsheim Merlins)
- November: Bastian Doreth (PG, , Bayern München)
- Dezember: Fabian Thülig (SF, , Dragons Rhöndorf)
- Januar: Jonas Wohlfarth-Bottermann (C, , Dragons Rhöndorf)
- Februar: Bastian Doreth (PG, , Bayern München)
- März: Tobias Welzel (PG, , UBC Hannover Tigers)

### Awards 2011
Die Gewinner des Auszeichnungen für die gesamte Spielzeit wurden am 22. April 2011 bekannt gegeben.
- Spieler des Jahres: Lee Jeka (PG, /, Würzburg Baskets)
- Youngster des Jahres: Bastian Doreth (PG, , Bayern München)
- Trainer des Jahres: Torsten Loibl (, BV Chemnitz 99)